# Gashau Ayale
 Gashau Ayale (né le 22 août 1996 en Éthiopie) est un athlète israélien, spécialiste des courses de fond.

## Biographie
Le 5 décembre 2021 à Valence, il porte son record personnel sur le marathon à 2 h 9 min 30 s.
En 2022, il remporte la médaille de bronze du marathon lors des championnats d'Europe, à Munich, derrière l'Allemand Richard Ringer et  son compatriote Maru Teferi.
Le 19 février 2023 il établit un nouveau record d'Israël à 2 h 5 min 33 s lors du marathon de Séville. Lors de l'édition 2024 il porte son record à 2 h 4 min 53 s.

## Palmarès
| Date | Compétition           | Lieu   | Épreuve | Résultat                  | Temps           |
| ---- | --------------------- | ------ | ------- | ------------------------- | --------------- |
| 2022 | Championnats d'Europe | Munich | 3e      | Marathon                  | 2 h 10 min 29 s |
| 2022 | Championnats d'Europe | Munich | 1er     | Marathon par équipes      | 6 h 31 min 48 s |
| 2024 | Championnats d'Europe | Rome   | 2e      | Semi-marathon par équipes | 3 h 4 min 9 s   |

## Records
| Épreuve       | Performance    | Lieu      | Date             |
| ------------- | -------------- | --------- | ---------------- |
| Semi-marathon | 1 h 2 min 38 s | Tibériade | 10 décembre 2022 |
| Marathon      | 2 h 4 min 53 s | Séville   | 18 février 2024  |